# Преутешть (Сучава)
Преутешть, Преутешті (рум. Preutești) — село у повіті Сучава в Румунії. Адміністративний центр комуни Преутешть.
Село розташоване на відстані 336 км на північ від Бухареста, 24 км на південний схід від Сучави, 94 км на захід від Ясс.

## Населення
За даними перепису населення 2002 року у селі проживали 1868 осіб, усі — румуни. Усі жителі села рідною мовою назвали румунську.